# Ken Bannister
Pour les articles homonymes, voir Bannister.
Ken Bannister, né le 1er avril 1960 à Baltimore (Maryland), est un joueur américain de basket-ball.

## Biographie
Formé en junior college, puis dans deux universités, Bannister est sélectionné par les Knicks de New York à la draft 1984 de la NBA en 156e position. Ailier fort jouant souvent en position de pivot, il fréquente la NBA durant cinq saisons de 1984 à 1986 aux Knicks (meilleure saison 1985-1986 avec 8,6 points de moyenne en 70 rencontres) puis aux Clippers de 1988 à 1991. Au total, il dispute 253 rencontres NBA pour 1 501 points inscrits. Il fréquente également les ligues mineures américaines (USBL, CBA), notamment avec les Mississippi Jets et Patroons d'Albany.
Il est surnommé « The Animal » pour son habitude de mordre douloureusement des adversaires.
Il a également une riche carrière européenne, à l'Hapoël Holon en 1986-1987, puis notamment en Espagne. Il dispute la Coupe Saporta 1993-1994 avec Tau Vitoria (21,3 points et 9,5 rebonds) puis la coupe Korac au CAI Zaragoza en 1995-1996 (15,2 points, 8,0 rebonds et 1,6 passe décisive). En 1994, il emmène Vitoria jusqu'en finale de la coupe Saporta, perdue face aux slovènes de l'Olimpija Ljubljana .